# オットー・アイスフェルト
オットー・アイスフェルト（Otto Eißfeldt, 1887年9月1日 - 1973年4月23日）は、ドイツのプロテスタント神学者。旧約聖書と近東の宗教史の比較を行なった。
ノルトハイムに生まれ、1905年から1912年まで、ゲッティンゲン大学とベルリン大学で、プロテスタント神学と東方の言語を学んだ。1913年にベルリン大学で旧約聖書の論文で教授資格を得、1916年にゲッティンゲン大学で文学博士号を取得した。
1913年から1920年までベルリンで教鞭を取った後、1921年にハレ大学で旧約聖書学の教授となり、1957年の引退までその職にあった。テュービンゲン大学の客員教授も務めている。1973年にハレで生涯を終えた。